# Beseech
Beseech är ett svenskt goth metalband från Borås. Bandet bildades 1992 och släppte sitt första demo samma år. Under 1995 skrev Beseech sitt första skivkontrakt med We Bite/Corrosion Records. De spelade därefter in sitt första studioalbum ...from a bleeding heart. We Bite/Corrosion Records fick dock ekonomiska problem och kunde inte släppa albumet. Det var först 1998, efter att skivkontraktet med We Bite/Corrosion Records löpt ut och Beseech bytt till Metalblade, som skivan såg dagens ljus.
1999 började inspelning av andra albumet Black Emotions. Detta album skiljer sig från doom/death metal-inslagen i första skivan. Detta beror bland annat på att bandet får en ny sångerska i form av Lotta Höglin. Med två vokalister, en manlig och en kvinnlig, samt ett renare sound klassas musiken nu som goth metal. Skivan Black Emotions släpps under mitten av år 2000.
Under 2002 ville ett kanadensiskt filmbolag använda tre av låtarna ("Manmade Dreams", "Neon Ocean" och "Lunar Eclipse") från skivan Black Emotions, till en B-skräckfilm. Filmen Alien Agenda 5 - Alien Conspiracy släpptes under samma år, dvs. 2002. Efter detta släppte Beseech ytterligare tre skivor; Souls Highway (2002), Drama (2004) och Sunless Days (2005). 2006 beslutade man att lägga ned bandet.
Originallåtskrivarna Klas Bohlin och Robert Vintervind bestämde sig 2013 att starta bandet igen och spelade in låtar under året som visade sig andas känslan och melankolin från kritikerhyllande skivan Souls Highway (2002 Napalm Records).Detta ledde till albumet My Darkness, Darkness (2016 Despotz Records)
2024 bestämde sig bandet åter för att börja skriva ny musik och denna gången med många återkommande medlemmar från tidigare album och under sommaren 2025 spelades ett nytt album in som kommer att släppas tidigt 2026 av Despotz Records. Tillbaka i Beseech är sångarna Erik Molarin och Lotta Havaas (tidigare Höglin) samt Daniel Lindgren (tidigare Elofsson) på bas och Jonas Strömberg på gitarr (tidigare trummor). Ny trummis i Beseech är Christian Silver som även varit producent för Beseech samtliga album. Christian har tidigare också spelat med Cemetary, Sundown och Fatal Embrace där även Manne Engström återfinns som gitarrist. 

## Medlemmar
Nuvarande medlemmar
- Lotta Höglin – sång (2000–2006, 2024 - )
- Erik Molarin – sång (2001–2006, 2024 - )
- Manne Engström – gitarr (2004–2006, 2013 - )
- Daniel Lindgren (ex Elofsson)– basgitarr (1999–2006, 2024 - )
- Jonas Strömberg – gitarr (1999–2006, 2024 - )
- Christian Silver - Trummor (2024 - )

Tidigare medlemmar
- Tony Lejvell – basgitarr (1992–1994)
- Morgan Gredåker – trummor (1992–1998)
- Jörgen Sjöberg (fd Gredåker) – sång (1992–1998, 1999–2001)
- Andreas Wiik – basgitarr (1994–1998)
- Mikael Back – keyboard (1997–2006)
- Nicklas Svensson – trummor (1998–1999)
- Klas Bohlin – gitarr, bakgrundssång (1992–2006), sång (2012– 2024)
- Angelina Sahlgren Söder – sång (2013– 2024)
- Johan Örnborg – basgitarr (2013–2024)
- Håkan Carlsson – trummor (2013–2024)
- Robert Vintervind (eg. Robert Spånglund) – gitarr, programmering (1992–2006, 2012–2024 )

Turnerande medlemmar
- Conny Pettersson	– trummor (2002)

## Diskografi
Demo
- A Lesser Kind of Evil (1992	)
- Last Chapter (1994)
- Tears (1995	)
- Beyond the Skies (2001)

Studioalbum
- ...from a Bleeding Heart (1998)
- Black Emotions (2000)
- Souls Highway (2002)
- Drama (2004)
- Sunless Days (2005)
- My Darkness, Darkness (2016)

Singlar
- "Beating Pulse" (2015)
- "Highwayman" (2015)

Samlingsalbum
- Souls Highway / Sunless Days (2007)

Video
- The Drama Ends: 1992-2005 (2xDVD) (2007)